# 曼努埃尔·科隆
曼努埃尔·科隆（西班牙語：Manuel Colón，1977年2月18日—），西班牙前男子手球运动员。他曾代表西班牙国家队参加2004年夏季奥林匹克运动会手球比赛，结果获得第七名。